# Фену, Александр Николаевич
Александр Николаевич Фену (3 марта 1873, Санкт-Петербург — 4 сентября 1954, Борго, Финляндия) — российский военный деятель, последний директор Пажеского корпуса, полковник (1914).

## Биография
Родился в семье преподавателя французского языка и владельца книжного торгового дома Николая Осиповича Фену и Елизаветы Михайловны Фену.

### Образование
Образование получил в Александровском кадетском корпусе и 2-м военном Константиновском училище (1892).

### Военная служба

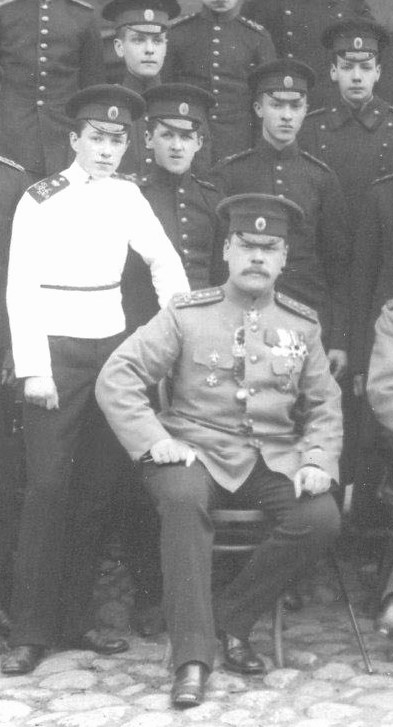
Фену А. Н. с воспитанниками младших классов Пажеского корпуса

Выпущен в 89-й пехотный Беломорский полк. Подпоручик (ст. 05.08.1891). Переведен в лейб-гвардии Егерский полк подпоручиком гвардии (ст. 04.08.1892). Поручик гвардии (ст. 04.08.1896). В 1896 году переведён в Ведомство Военно-учебных заведений с присвоением звания штабс-капитан (ст. 18.10.1898). Офицер-воспитатель Александровского кадетского корпуса (10.09.1896—06.04.1901). Капитан (ст. 06.12.1898). Офицер-воспитатель Пажеского корпуса (с 06.04.1901). Подполковник (ст. 06.12.1901). Полковник (ст. 06.04.1914; за отличие). Ротный командир (с 1914 и на 01.08.1916, 06.12.1916) и директор (1917) Пажеского корпуса.

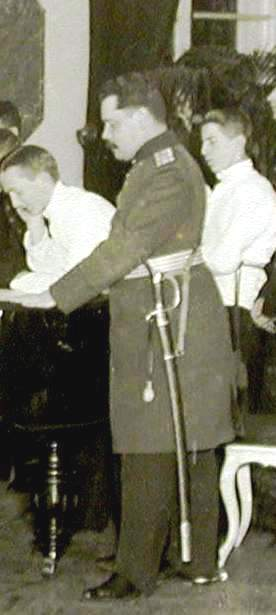
А. Н. Фену на уроке музыки Пажеского корпуса

### В эмиграции
В эмиграции в Финляндии работал в образованном в 1918 году Особом Комитете по делам русских в Финляндии, ставшем связующим звеном между русскими беженцами и властями страны; с 1921 года — председатель этого Комитета. Член Союза пажей.
В 1930-е годы жил в Лейпциге (Германия).

## Награды
- Оден Св. Станислава 2-й ст. (1906).
- Оден Св. Анны 2-й ст. (1909).
- Оден Св. Владимира 4-й ст. (06.12.1912).
- Оден Св. Владимира 3-й ст. (06.12.1916).